# شياق

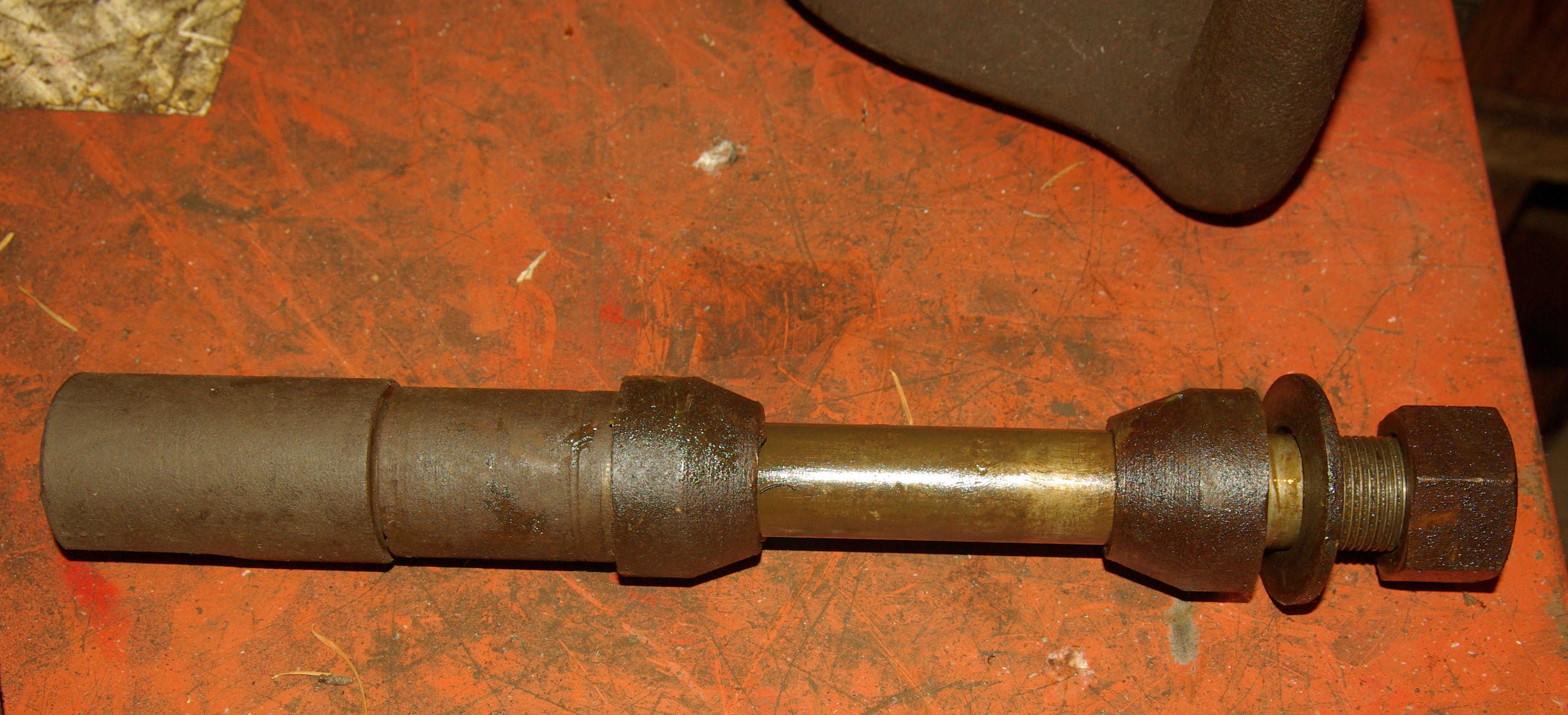
شياق.

الشياق وقد يسمى أيضًا عمود دوران المخرطة هو جسم معدني يستخدم في الصناعات المعدنية لتأخذ المشغولات شكلها.
ممكن أن يشيرالشياق عمومًا إلى:
- جسم معدني مدوّر يتم طرق وتشكيل الصفائح المعدنية عليه.
- أداة تستخدم في المخارط الصناعية تعمل على القبض على ومسك المواد التي سيتم خراطتها.